# أحمد بن جناب
أبو الوليد أحمد بن جناب بن المغيرة المصيصي البغدادي، إمام ثقة، من أئمة الحديث الثقات، كان صدوقًا حسن الحديث، وقال ابن أبي عاصم: توفي سنة ثلاثين ومائتين.

## روايته للحديث
- روى عن: عيسى بن يونس، والحكم بن ظهير، وجماعة، وكان ثبتًا في عيسى بن يونس.[2]
- روى عنه: مسلم، وأبو داود، وإبراهيم بن هاني النيسابوري، وأحمد بن الحسن بن عبد الجبار الصوفي، وأحمد بن سعيد بن شاهين البغدادي، وأبو يعلى الموصلي، وأحمد بن علي الأبار، وأحمد بن منصور المروزي، وأحمد بن ملاعب البغدادي، ومحمد بن جعفر بن كزال، وجنيد بن حكيم الدقاق، والحسن بن الفضل البوصرائي، وصالح بن أحمد البغدادي، وعباس بن محمد الدوري، وعبد الله بن أحمد، وعبد الله بن محمد بن أبي الدنيا، وأبو زرعة عبيد الله بن عبد الكريم الرازي ، وعلي بن الحسن بن أبي مريم، وعمر بن شبة النميري البصري، وعياش بن محمد الجوهري، ومحمد بن سويد الطحان، ومحمد بن طاهر بن أبي الدميك، ومحمد بن عبد الرحمن البزاز، ومحمد بن عبدوس السراج، ومحمد بن هشام المستملي، ومحمد بن يعقوب الصوفي، ويحيى بن إسحاق بن سافري، ويحيى بن معلى الرازي، ويعقوب بن شيبة السدوسي،[3] ومن القدماء: أحمد بن حنبل، وإبراهيم بن سعيد الجوهري.[2]

- الجرح والتعديل: أبو بكر البيهقي: ثقة، أبو حاتم الرازي: صدوق، أبو عبد الله الحاكم النيسابوري: ثقة، ابن حجر العسقلاني: صدوق، الحسين بن محمد الجياني: من شيوخ مسلم، الذهبي: صدوق، صالح بن محمد جزرة: صدوق، يحيى بن معين: لا أعرفه.[4]